# Mindanao
 Ovo je glavno značenje pojma Mindanao. Za druga značenja pogledajte Otočna skupina Mindanao.
Mindanao je drugi otok po veličini i najistočniji otok Filipina. 
Mindanao je osmi otok u svijetu po broju stanovnika, a površina mu iznosi 94,630 km2. Otok Mindanao za okružuju Sulusko more na zapadu, Filipinsko more na istoku, Celebesko more na jugu i more Mindanao na sjeveru. Zaljev Moro se proteže između glavnog dijela otoka Mindanao na istoku i Zamboanga poluootoka na zapadu.
Otočna skupina Mindanao odnosi se na otok Mindanao i Sulusko otočje koje se proteže na jugozapad od otoka Mindanao. 